# Reiderwolderpolder

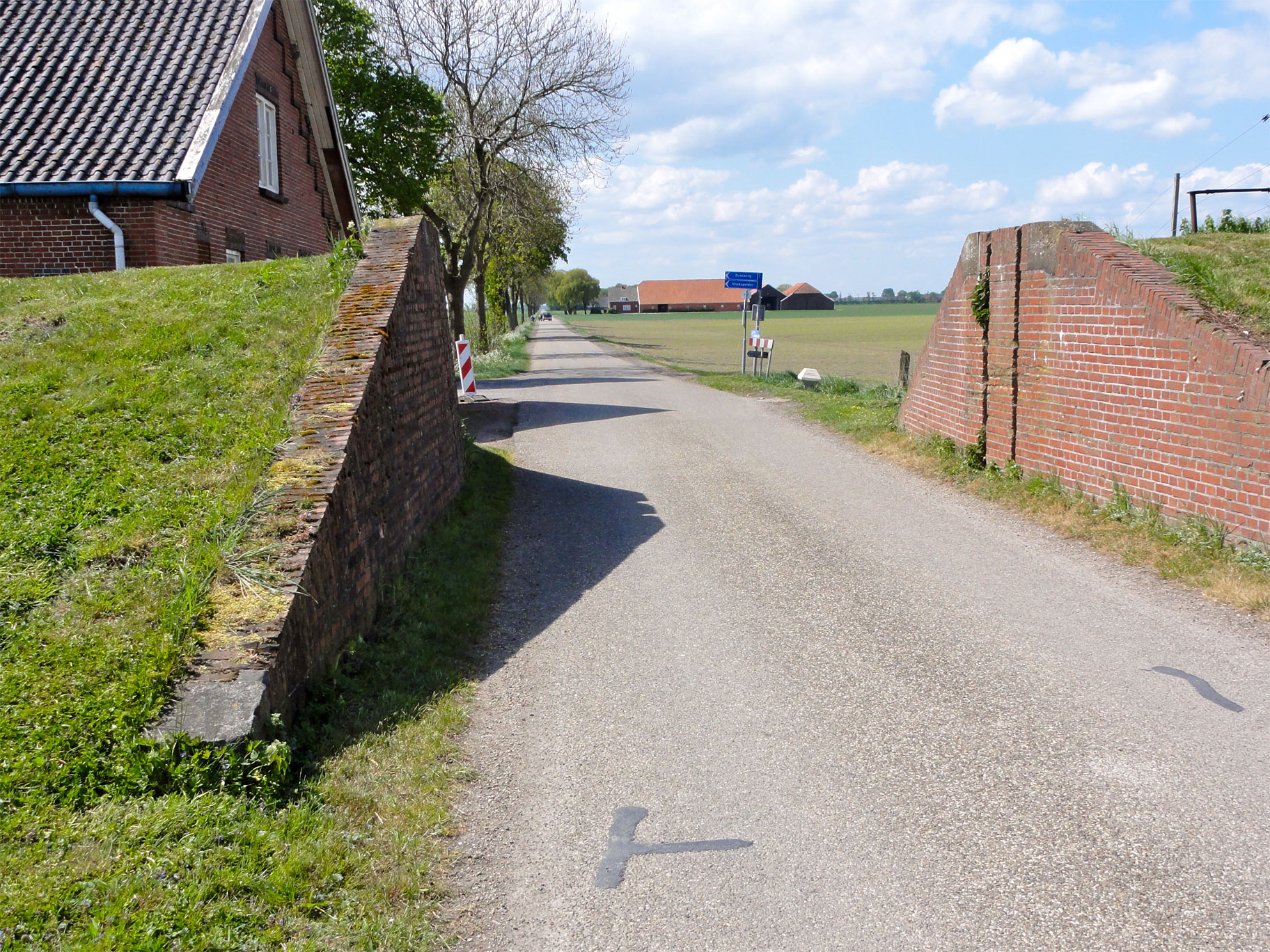
Reiderwolderpolder: dijkcoupure in de Opdijk, tussen het oostelijke en het westelijk deel van de polder

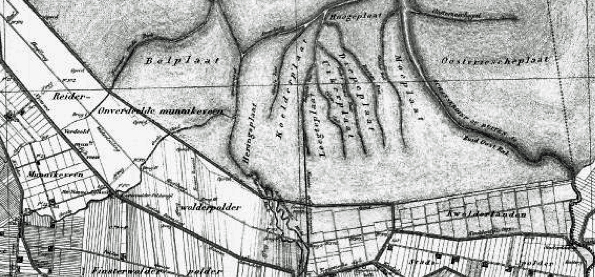
Reiderwolderpolder op een kaart uit 1864, de eerste afdeling is ingepolderd, de tweede afdeling is nog "kwelderland"

De Reiderwolderpolder is een polder en voormalig waterschap in de gemeente Oldambt in de Nederlandse provincie Groningen. De polder ligt ten zuiden en ten oosten van de Carel Coenraadpolder en ten noorden van de Oostwolderpolder en de Stadspolder.
De Reiderwolderpolder werd in de 19e eeuw in twee fasen ingedijkt. De eerste afdeling (het westelijk deel van de polder van 1.170 hectare) werd ingepolderd in de jaren 1862 t/m 1864. De tweede afdeling (het oostelijk deel van de polder van 390 hectare) werd in de jaren 1872 t/m 1874 ingepolderd. Het betreft landwinning in het gedeelte van de Dollard dat in de eeuwen ervoor door overstromingen was ontstaan. Het nieuwe land was geschikt voor de graanteelt. Voor de afwatering werd een nieuwe sluis aangelegd: Nieuwe Statenzijl. Aan de rand van de polder ontstond het landarbeidersdorp Hongerige Wolf.
De polder is genoemd naar het verdronken dorp Reiderwolde. In 1877 werd de tweede afdeling getroffen door een stormvloed van 30 op 31 januari. Ook de dijken van de bijna voltooide Kanalpolder moeten eraan geloven. Er verdronken in totaal 39 mensen, grotendeels polderjongens en hun gezinnen, die in strooien hutten langs de dijk woonden. De meeste aangespoelde doden werden begraven in Ditzumerverlaat, twee in Nieuw-Beerta.
In de nieuwere polders werden minder deftige boerderijen gebouwd, die vaak werden bewoond door bedrijfsleiders, in de volksmond ook wel zetboeren genoemd. Het werk op de boerderijen werd vroeger gedaan door landarbeiders en inwonende jonge knechten en meiden. Arbeiders- en middenstandswoningen waren hier niet te vinden. De landarbeiders kwamen lopend, later per fiets uit de omliggende dorpen. Bij enkele boerderijen bevond zich een woning voor de voorarbeider.
De polder is evenals andere Dollardpolders erg vruchtbaar. Er worden met name suikerbieten, graan en aardappelen verbouwd. Daarnaast zijn er enkele intensieve veehouderijbedrijven te vinden, waaronder de varkenshouderij Knorrenburg. Historische boerderijennamen zijn Nova Zembla, Onnesheerd, Reidewoldt, Roelofsheerd en Torpsum. In de polder bevindt zich verder de galerie De Groninger Kroon.

## Reidersluis
Door de aanleg van de Reiderwolderpolder kwam de oude Beersterzijl te vervallen, terwijl de Bellingwolderzijl werd gereduceerd tot binnensluis. Ook de buitendijkse geulen Beertster- en Bellingwoldermude verdwenen. De nieuwe Beertsterzijl uit 1862 – doorgaans Reidersluis of Reiderlanderbuitensluis genoemd – waterde uit via het Leegstergat, waardoor een nieuwe Beertstermude ontstond. De Reidersluis fungeerde ruim 60 jaar lang als zeehaven en diende voor een aantal schepen tevens als thuishaven. Na de inpoldering van de Carel Coenraadpolder en de aanleg van de Buitenzeesluis en het Boezemkanaal in 1924 werd de Reidersluis vervangen door de Spuisluis of Grote Slapersluis. Deze monumentale sluis met rolbrug werd in 2012 werd gerestaureerd. 
De houten brug over het nieuwe afwateringskanaal werd Reidertil genoemd. Hier werd in 1925 een los- en laadplaats ingericht, die aanvankelijk voor zeeschepen met een diepgang tot 1.60 m toegankelijk bleef.   

## Stadslandbouwbedrijf
Het meest oostelijke deel van de Reiderwolder dat als laatst was aangelegd lag ten noorden van de Stadspolder en was in zijn geheel in eigendom bij de stad Groningen. Dit gedeelte wordt wel gezien als een uitbreiding van deze polder, hoewel het bestuurlijk tot de Reiderwolderpolder behoorde.
In 1896 besloot de gemeente Groningen deze gronden zelf explotatie te nemen en stichtte hier een groot landbouwbedrijf. De gemeenteraad en het College van B&W van Groningen hielden zich jaarlijks bezig met de exploitatie. De arbeidsvoorwaarden golden als iets beter dan bij de omliggende boerenbedrijven. Tijdens de grote landbouwstaking van 1929 werd hier doorgewerkt. In 1986 werd het bedrijf beëindigd en werden de betreffende gronden verkocht.

## Waterschap
Tegelijk met de start van de indijking is er een waterschap opgericht. Het had, naast de voltooiing van de zeedijk en het onderhoud ervan, de taak om voor de afvoer van water te zorgen. Dit kwam via de bermsloot en de duiker in de Dallingeweersterdijk terecht in het Afwateringskanaal van de Vereeniging, die weer via de sluis bij Fiemel uitkwam op de Eems. Het kanaal en de sluis werden beheerd door een apart waterschap, De Vereeniging genaamd.
Behalve de zeedijk en de bermsloot onderhield de Reiderwolderpolder ook zeven kleiwegen en twee verharde wegen. 
Waterstaatkundig gezien ligt het gebied sinds 2000 binnen dat van het waterschap Hunze en Aa's.

## Foto's

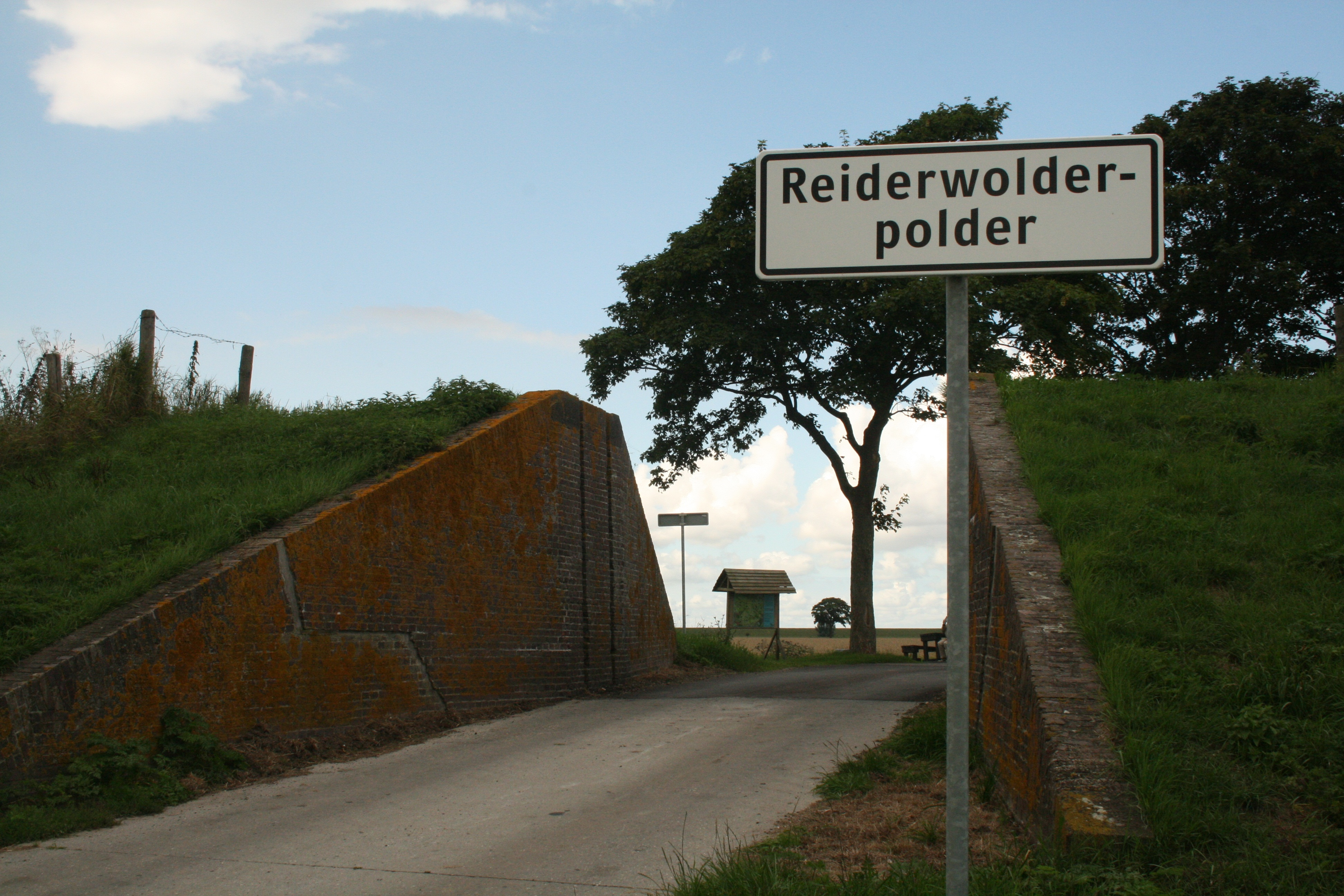
Reiderwolder polder dijkcoupure bij stadspolder
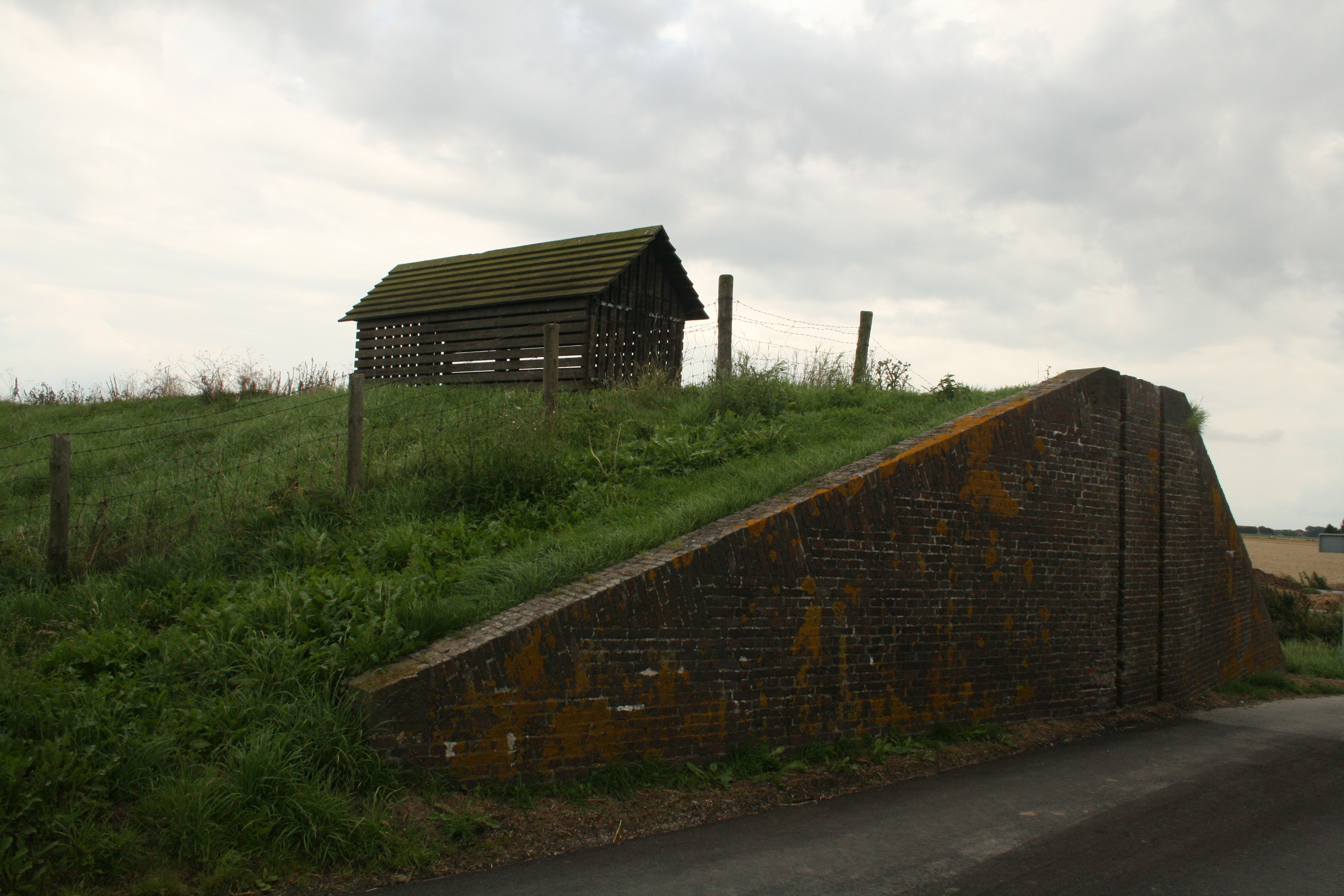
Reiderwolder polder dijkcoupure met schotbalkenhuisje bij stadspolder
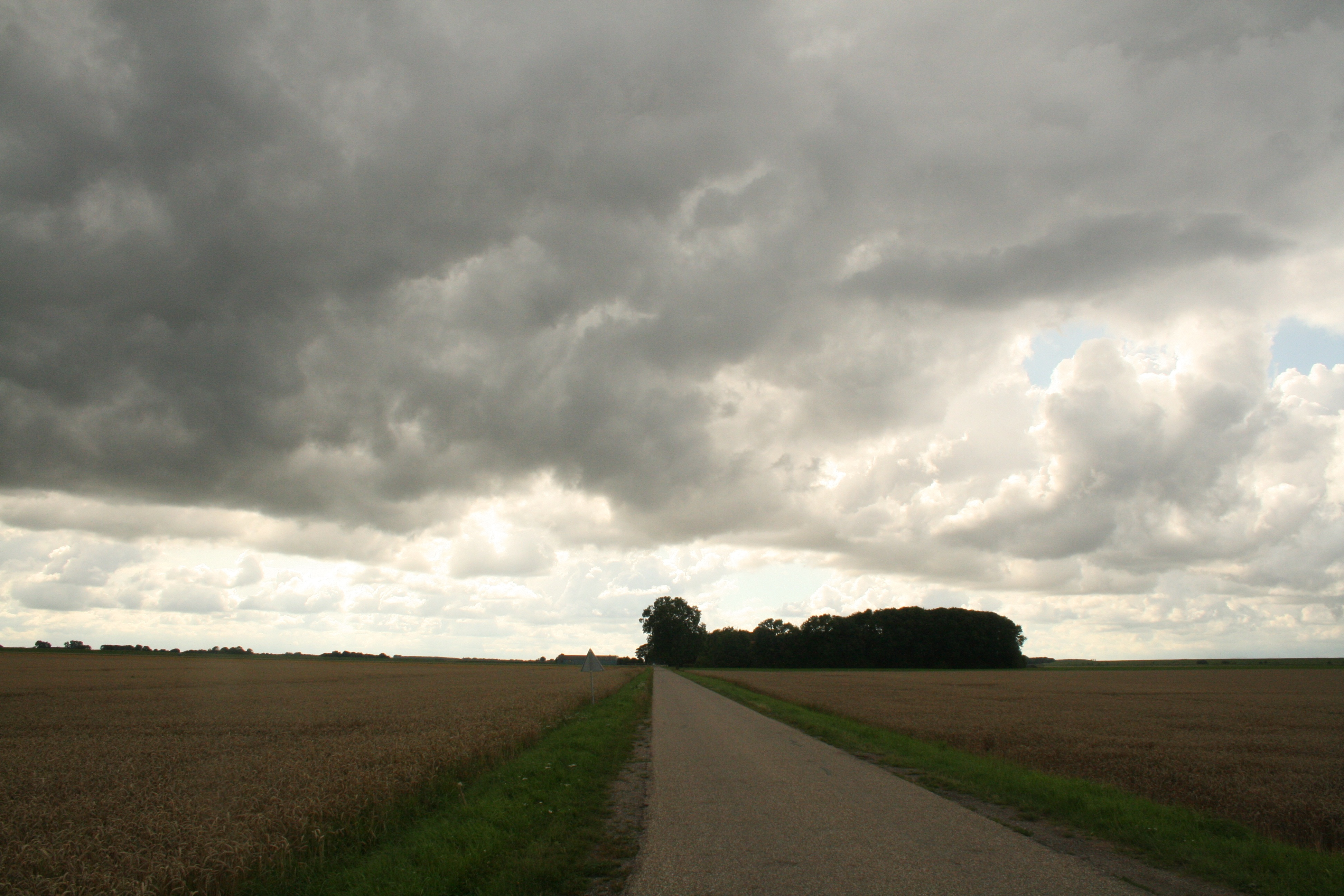
Reiderwolder polder Weg naar Nieuwe Statenzijl 1
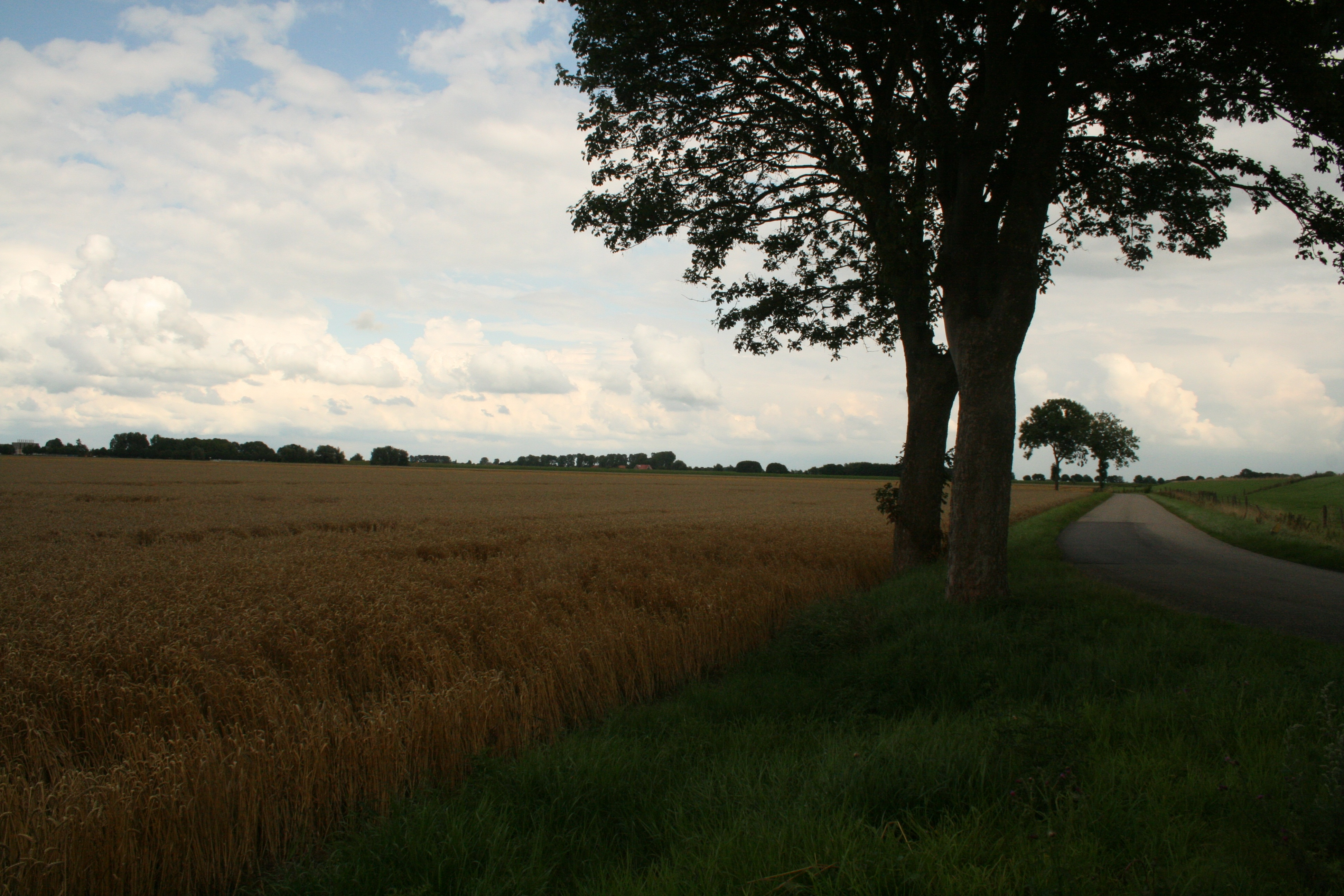
Reiderwolder polder Weg naar Nieuwe Statenzijl 2